# Викторија де лос Анхелес
Викторија де лос Анхелес (кат. Victoria de los Ángeles; Барселона, 1. новембар 1923 — Барселона, 15. јануар 2005) била је каталонска оперска певачица, једна од најпознатијих сопрана, чија је каријера обухватала период од 1940-их до средине 1970-их година XX века. Почела је као оперски певач, али се крајем каријере окренула претежно извођењу шпанских и француских песама.

## Биографија
Рођена је као Victoria Gomez Cima у сиромашној каталонској породици у Барселони. Музику је учила на Конзерваторијуму у Барселони где је дипломирала за само три године 1941. у својој 18. години. Те године је доживела и свој оперски деби као Мими у Пучинијевим „Боемима”, али је наставила са школовањем.
1945, враћа се оперској сцени где наступа као Грофица у „Фигаровој женидби” у Барселони. Након што је освојила прву награду на Међународном такмишењу у Женеви 1947, певала је Салуд у Фаљиној опери „La Vida Breve” у Лондону 1948.
1949. први пут пева у Паризу у Опери Гарније Маргарету у Гуноовом „Фаусту”. 1950. дебитује на Салцбуршком фестивалу и у Краљевској оперској кући, Ковент Гардену у Лондону као Мими, где пева редовно све до 1961, а у Миланској Скали редовно пева у периоду 1950—1956.
1950. дебитује у САД са рециталом у Карнеги Холу, а већ следеће године у Метрополитен Опери у Њујорку.
Након 1961, лос Анхелес се окренула концертној каријери иако се повремено појављивала на сцени у њеним омиљеним улогама, као што је Кармен, следећи двадесетак година.
Међу осталим њеним улогама су и Розина („Севиљски берберин”), Манон („Манон Леско”), Неда („Пајаци”), Десдемона („Отело”), Ћо-Ћо-Сан („Мадам Батерфлај”), Виолета („Травијата”) и Мелисанда („Пелеас и Мелисанда”)
Викторија де лос Анхелес је умрла у Барселони у 81. години живота, 15. јануара 2005. године.